# Norbert Haslauer
Norbert Haslauer (* 9. Juli 1957) ist ein ehemaliger österreichischer Fußballspieler.

## Karriere
Haslauer spielte bis 1983 für den Zweitligisten Salzburger AK 1914. 1983 schloss er sich dem Ligakonkurrenten SK Vorwärts Steyr an, für den er zwei Jahre lang aktiv war. Zur Saison 1985/86 wechselte er zum SV Austria Salzburg. Für Austria Salzburg spielte Haslauer eineinhalb Jahre lang in der 2. Division und absolvierte dabei mindestens drei Partien für den Verein.
Im Jänner 1987 kehrte er zum SAK zurück. Vor seinem Karriereende spielte er noch für den FC Bergheim.